# Léopold Stevens
Ne doit pas être confondu avec Alfred Stevens (peintre belge).
Léopold Marie Bernard Louis Stevens, né à Paris (9e arrondissement) le 2 novembre 1860 et mort à Paris (7e arrondissement) le 8 septembre 1935, est un peintre, illustrateur et affichiste français.

## Biographie

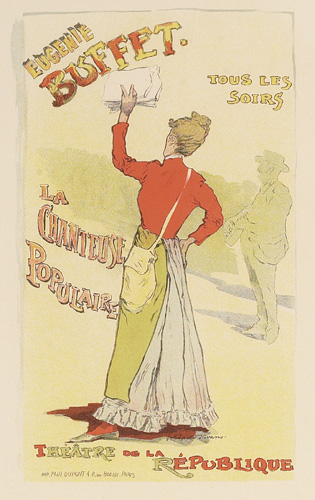
Affiche pour la chanteuse Eugénie Buffet (1898).

Fils du peintre d'origine belge Alfred Stevens, Léopold reçoit très jeune l'enseignement de la peinture par son père. Il ne fréquente aucune école d'art.
Il grandit dans une famille de collectionneurs, d'amateurs d'art et de mélomanes qui reçoivent beaucoup. 
En 1887, Léopold rencontre le jeune Claude Debussy, alors inconnu, et se liant d'amitié avec lui, le présente à sa famille. Croisant là de nombreux musiciens en vogue, Debussy fréquentera le domicile parisien des Stevens situé rue de Calais durant quatre ans. La famille Stevens connaît par la suite des soucis financiers, à la suite de mauvais placements et Debussy propose d'épouser la sœur de Léopold, Catherine, qui refuse poliment.
Peu à peu, Léopold se spécialise en tant que peintre de genre, exécutant moins de portraits de femmes élégantes et mélancoliques pour lesquels il avait eu quelques succès, que des marines et des paysages, ainsi que quelques scènes de la vie parisienne. C'est sur ce dernier thème qu'il produit quelques affiches remarquées, dont une série sur la chanteuse Eugénie Buffet, avec laquelle il reste lié durant dix-huit années. Jules Chéret choisit de reproduire Eugénie Buffet, la chanteuse populaire pour sa revue Les Maîtres de l'affiche (1895-1900).
Il illustra par ailleurs quelques ouvrages, pour Édouard Drumont et Georges Courteline, dont il fit le portrait gravé.